# 鳥海丸
鳥海丸（ちょうかいまる）は、山形県立加茂水産高等学校の練習船である。本項は2011年に竣工し2022年時点で就航中の5代目を扱う。
過去には年3回、1回3か月間の遠洋実習（マグロ延縄漁）を、インド洋及び太平洋において行っていた。寄港地はシンガポール及びハワイであり、水揚げ港は神奈川県三崎港であった。
現在の5代目鳥海丸は近海でのみイカ漁などを実施している。

## 竣工日と総トン数、建造所
初代1955年（昭和30年）1月31日 277 t 日本鋼管清水造船所
第2代1968年（昭和43年）5月27日 404.4 t 石川島播磨重工業株式会社臼杵工場
第3代1979年（昭和54年）12月25日 451.13 t 東北造船株式会社
第4代1992年（平成4年）3月16日 452 t 楢崎造船株式会社
第5代2011年（平成23年）1月31日 233 t 株式会社ヤマニシ

## エピソード
- 4代目鳥海丸は引退後、民間企業に売却され、2011（平成23）年3月11日の東日本大震災で被災、津波によって宮城県東松島市の岸壁近くの住宅地に乗り上げた。
- 長期実習航海の出発や帰港は地元の風物詩[3]。